# Maître de Città di Castello

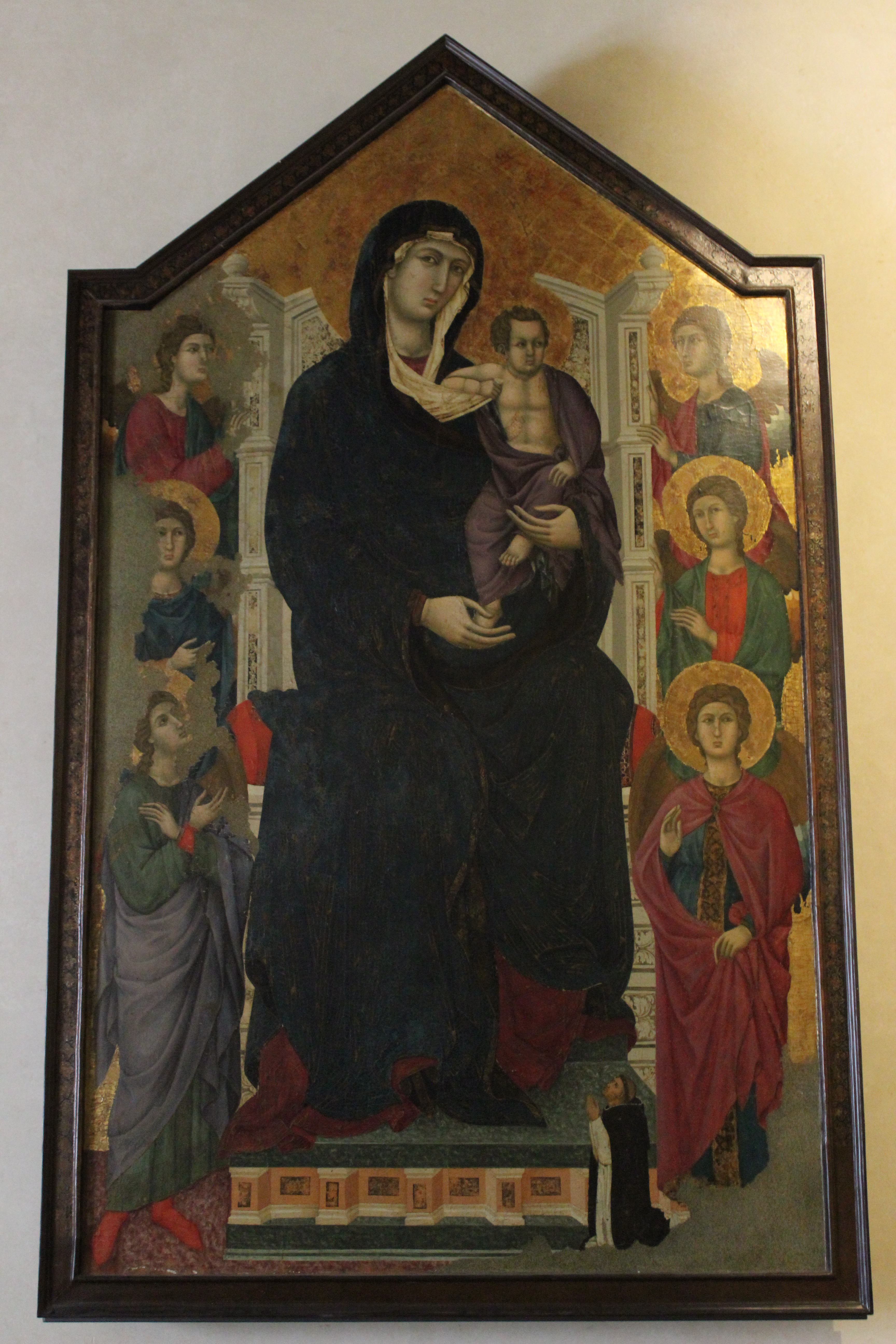
Maestà di Citta di Castello, Città di Castello, Pinacoteca Comunale

Le Maître de Città di Castello   (en italien, Maestro di Città di Castello) est un peintre anonyme de facture siennoise, actif de 1290 à 1320 environ.
Mason Perkins est à l'origine de sa définition en 1908, le dénommant d'après la Maestà conservée à la Pinacothèque communale de Città di Castello, en Ombrie.

## Présentation
L'unique point d'ancrage chronologique de son activité est lié à l'inscription (vraisemblablement du XVe siècle et partiellement lisible) au dos du polyptyque de Montespecchio, indiquant qu’il fut réalisé à l’occasion de l’inauguration en 1307 de la nouvelle église de l'Ermitage de Montespeccio (voir ci-dessous).
Tous les autres critères de datation reposent uniquement sur des études stylistiques, 
et notamment sur la présence des innovations ducciesques et giottesques dans son œuvre : 
ainsi la Madone Rucellai (1285), les vitraux du Duomo (1287) de Duccio, 
les fresques de la vie de saint François de Giotto à la Basilique Saint-François d'Assise constituent de solides terminus post quem
pour l'ensemble de l'œuvre. Plus spécifiquement la Maestà dite de 1302 de Duccio a servi de modèle à la Maestà de Città del Castello et quelques œuvres dénotant aussi l'influence du jeune Simone Martini, on suppose pour celles-ci une datation plus tardive vers 1315-1320. 
La majorité des historiens d'art, situent donc son activité entre la dernière décennie du XIIIe siècle 
et la deuxième décennie du XIVe siècle, excepté Freuler qui date les œuvres de jeunesse autour de 1285 et les dernières vers 1330 (mais lui attribuant des œuvres aujourd'hui attribuées au Maître des Albertini).
Sa formation s’est déroulée dans le contexte culturel siennois très complexe des années 1270-1290, 
années de bouleversement extraordinaire du langage pictural occidental, croisée des chemins entre le stéréotype pictural byzantin multiséculaire, déjà fondamentalement repensé par les innovations des grands maîtres du moment (au premier rang desquels figure Cimabue certainement le peintre le plus influent jusqu'à 1280 mais il faudrait aussi citer parmi les siennois : Guido di Graziano et Dietisalvi di Speme) et le nouveau langage pictural révolutionnaire qui voit le jour sur les chantiers d'Assise, incarné par les jeunes Giotto et Duccio.
Dans ce contexte, le Maître de Città di Castello est clairement du côté des « modernes  » : c'est en effet un des suiveurs précoces de Duccio, parmi ceux dits de « première génération   », au côté notamment du Maître de Badia a Isola et du Maître des Albertini.
Concernant ce dernier, l'œuvre du Maître de Città di castello montre de telles affinités stylistiques avec son œuvre, et un même poinçon en forme de fleur à cinq pétales ayant été utilisé pour la Vierge à l'Enfant de Londres du Maître des Albertini 
et le Polyptyque de Montespecchio du Maestro di Città di Castello, que certains critiques (Labriola, Freuler) ont estimé qu’il s’agissait d'un seul et même artiste. 
Bagnoli a cependant mis en évidence de nombreuses différences dans leur travail (éclairage des scènes, rendu du volume, travail du pinceau). 
On pense aujourd'hui qu'il pourrait s'agir de deux frères (comme les frères Pietro et Ambrogio Lorenzetti), ou de deux artistes travaillant dans le même atelier.

## L’œuvre
Pour Chelazzi Dini, son œuvre est celle d'un artiste d'« une forte personnalité et d’une sensibilité chromatique remarquable, et donc identifiable sans difficultés au milieu de l’abondante production s’inspirant de Duccio ». Freuler de son côté évoque « l’excentricité émotionnelle de ses figures mais également [...] un coloris personnel, expressif ». Il s'agit en effet d'une œuvre pleinement lyrique, dramatique, portée par l’humanité des expressions, la vivacité narrative, et rendue de manière terriblement efficace par une grande maîtrise technique : car les innovations de Duccio (finesse, élégance, harmonie chromatique), de Giotto (naturalisme, solennité et maîtrise des volumes) sont ici assimilées de manière exemplaire et naturelle.
Toujours à l'écoute des dernières nouveautés, la deuxième décennie du XIIIe siècle voit une nouvelle orientation de son œuvre avec l'influence  des premières créations de Simone Martini (ce qui le lie étroitement aux autres héritiers de Duccio sensibles à cette nouvelle tendance comme Ugolino di Nerio et Segna di Bonaventura par exemple), et des recherches spatiales et chromatiques de plus en plus subtiles (ainsi la remarquable Crucifixion Crawford).

### Le triptyque d’Oxford
S'il est bien l'œuvre du Maître de Città di Castello - pour Boskovits, pour Bellosi il est de Duccio lui-même - le « triptyque d’Oxford » (consulté le 4 octobre 2015) est certainement un des plus anciens témoignages du peintre.
La pose solennelle de la Vierge à l'Enfant du panneau central s'inspire de celle de la Maestà de San Francesco (Pise) de Cimabue (aujourd’hui au Louvre), qui servira aussi de modèle pour ses œuvres immédiatement ultérieures : la Vierge à l'Enfant bénissant ou la Vierge dolente du crucifix de Montecerboli. 
Quelques points de convergence avec la petite Madone des Franciscains de Duccio peuvent aussi être établis : le trône en bois tourné, la pose de la Vierge, le motif du dossier du trône inspiré du « gothique venu du nord des Alpes »...
Les panneaux latéraux (représentant la Crucifixion et la Stigmatisation de saint François) montrent une très forte expression dramatique obtenue par les visages expressifs, les gestes exacerbés et rendue par un dessin d'une vivacité étonnante peut-être inspirée de Dietisalvi di Speme.
D'autre part, l'influence du jeune Giotto est déjà manifeste : les fines transitions de l'ombre à la lumière posent les volumes - notamment ceux des visages - de manière très réaliste, à l'image des fresques de Giotto réalisées à Assise.
Enfin, un examen attentif relève une particularité iconographique : le panneau central - actuellement rectangulaire - était vraisemblablement surmonté à l'origine d'un pinacle dont seuls les 2 coins inférieurs subsistent. Malgré l'état de conservation très précaire, on peut encore y deviner les bienheureux (à droite) et les damnés (à gauche) d'un Jugement Dernier, motif rare sur un tel triptyque de petite taille destiné à la dévotion privée. Il existe cependant un précédent - de plus siennois - dans le petit panneau attribué au Maître des Clarisses, alias Rinaldo da Siena, à la National Gallery de Londres (NG6571).

### Le crucifix de Montecerboli
Ce grand crucifix était vraisemblablement situé dans l'église San Giovanni Battista a Morba à Pomarance, l'église mère de la région jusqu'à 1460, lorsque ses prérogatives - et probablement aussi ses biens – ont été transférées à l'église de San Cerbone du château de Montecerboli (Pomarance).
On retrouve la tension dramatique du triptyque d'Oxford : les visages douloureux, les doigts tendus, tordus, de la Vierge et de saint Jean, la tension des jambes du Christ donnent une coloration très éloignée de l'élégance et de la retenue siennoise, celles transmises par Duccio par exemple.

### Le polyptyque de Montespecchio (vers 1307)

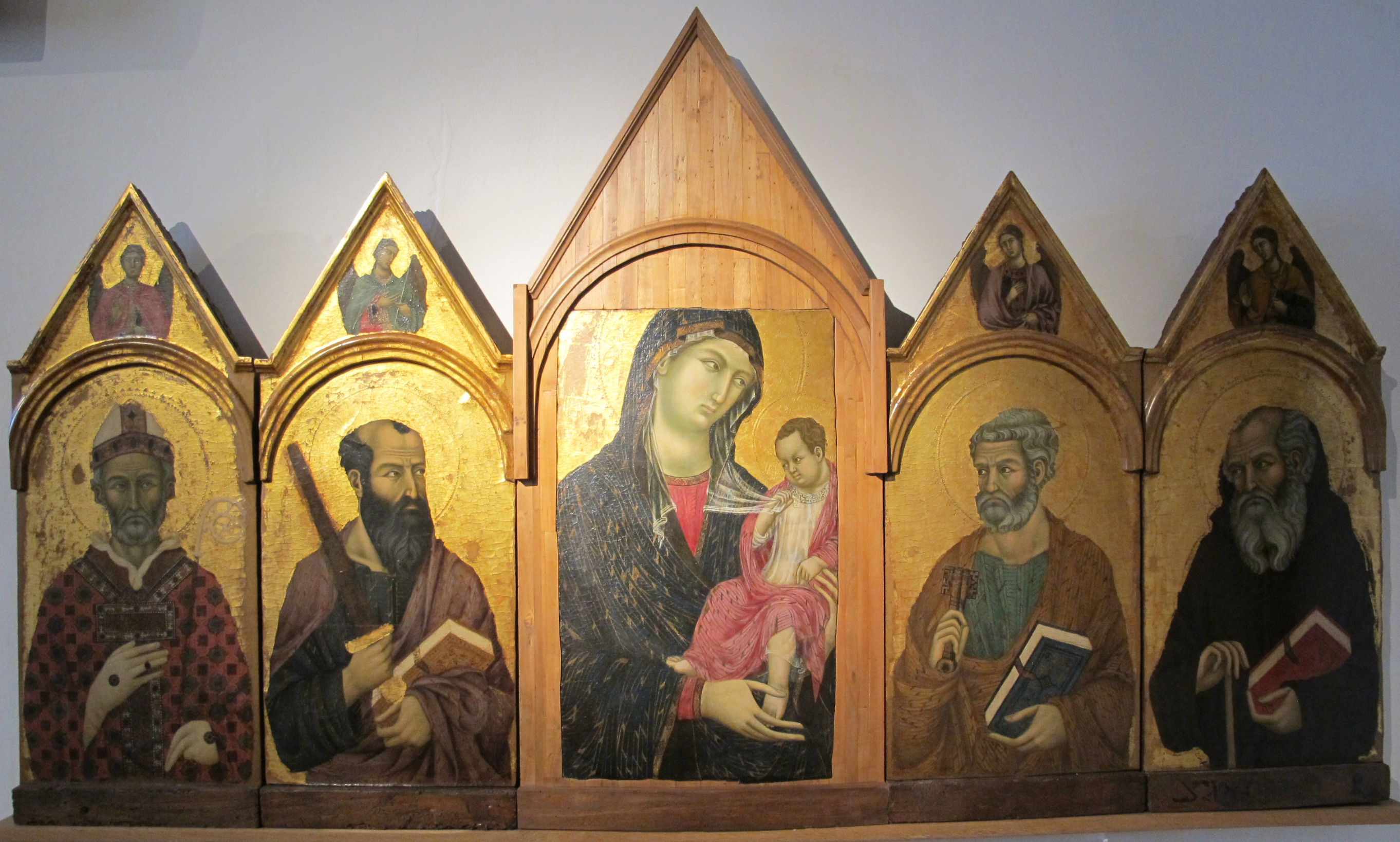
Polyptyque de Montespecchio, Sienne, Pinacothèque nationale

Ce polyptyque était destiné à la consécration de la nouvelle église santa Maria di Monte de l'Ermitage de Montespecchio (Murlo), qui eut lieu le 16 avril 1307, comme le confirment la présence de saint Antoine dédicataire du lieu, l’inscription du XVe siècle partiellement lisible au dos du panneau représentant la Vierge à l'Enfant :

« della chiesia di s(ant)a M(ari)a di Mo(n)te <Speculo> ... 
 ... adi 16 d’aprile nel An(n)o (?) 7 (?) ... 
 ... del S(ant)o Padre Papa Alisa(n)dro ... 
 ... el uescouo di Siena con <cesse> 
 <indulg>entie per dì continui 
 < ... > fatta inanti an(n)i 300 < ... >, »

Démembré (vraisemblablement en 1687) ses différents panneaux ont par la suite subi de multiples vicissitudes.  
Le panneau de la Vierge à l'Enfant fut affreusement découpé, réduit à un format rectangulaire (et enchâssé dans un panneau plus large). Longtemps conservé dans l'église Santa Cecilia de Crevole (Murlo), considéré comme de la main de Pietro Lorenzetti, il fut restitué à notre auteur par Mason Perkins en 1908, avant son arrivée au Museo dell'Opera del Duomo de Sienne en 1920. 
Les panneaux représentant saint Augustin, saint Paul, saint Pierre, saint Antoine abbé,
furent quant à eux longtemps attribués à Duccio et acquis sous ce nom par la future pinacothèque de Sienne en 1894 (inv. n°29-32), avant d'être réattribués par Nicola en 1912 au Maître de Città di Castello. Enfin, il aura fallu attendre la conclusion de longues controverses entre historiens d'art tout au long du XXe siècle avant que les différents panneaux ne soient de nouveau physiquement réunis en 2003 sur un même support, l'ensemble étant aujourd'hui conservé à la pinacothèque de Sienne.
Pour sa pose et la relation vivante avec l'enfant, la Madone du polyptyque de Montespecchio s'inspire visiblement de celles de Duccio figurant sur le Polyptyque de Pérouse et le Polyptyque n°28 de la Pinacothèque de Sienne.
Elle partage donc de nombreux points communs avec d'autres panneaux inspirés eux aussi de ces mêmes œuvres de Duccio, comme le triptyque Montalcino (Montalcino, musée diocésain d'art sacré) du Maître de la Maestà Cini ou la Maestà Gondi du maître éponyme.
L'œuvre étonne aussi par ses audaces chromatiques, peut-être influencées par celles de ses prédécesseurs siennois (Guido di Graziano, Dietisalvi di Speme), associant laque rouge et blanche, violet prune et bleu azuré, ou encore ocre et vert vibrant .
Le polyptyque de Montespecchio est aussi célèbre du fait de son inscription partielle <M>E <F>ECIT (latin pour « m'a fait  ») sur l'épée de saint Paul. Le mot (vraisemblablement bisyllabique) qui précédait ce texte désignait vraisemblablement l'auteur ce qui rend d'autant plus frustrant son effacement. On a aussi supposé qu'il n'avait jamais été écrit (et que le prénom de l'auteur serait à déduire de celui qui tient l'épée, soit Paolo). Reste que le « me fecit » du retable de Montespecchio se présente comme la plus ancienne inscription de son genre dans la peinture siennoise. Elle sera suivie par celle de Segna di Buonaventura « SEGNA ME FECIT » , sur l'épée de saint Paul dans le polyptyque n°40 de la Pinacoteca Nazionale de Sienne; et celle de Pietro Lorenzetti, sur l'épée de sainte Reparata dans le polyptyque Tarlati de 1320 (église Santa Maria della Pieve d'Arezzo) : « PETRUS ME FECIT  ».
À noter aussi, l'adoption pour la première fois chez notre maître anonyme d'une innovation de Duccio: le maphorion (voile de la vierge) blanc. Jusqu'à présent ses œuvres  (Maestà du panneau central du triptyque d'Oxford ou la « Madone de Détroit » (consulté le 4 octobre 2015)) gardaient le maphorion rouge de la tradition byzantine.

### Le polyptyque n°33 de la pinacothèque de Sienne

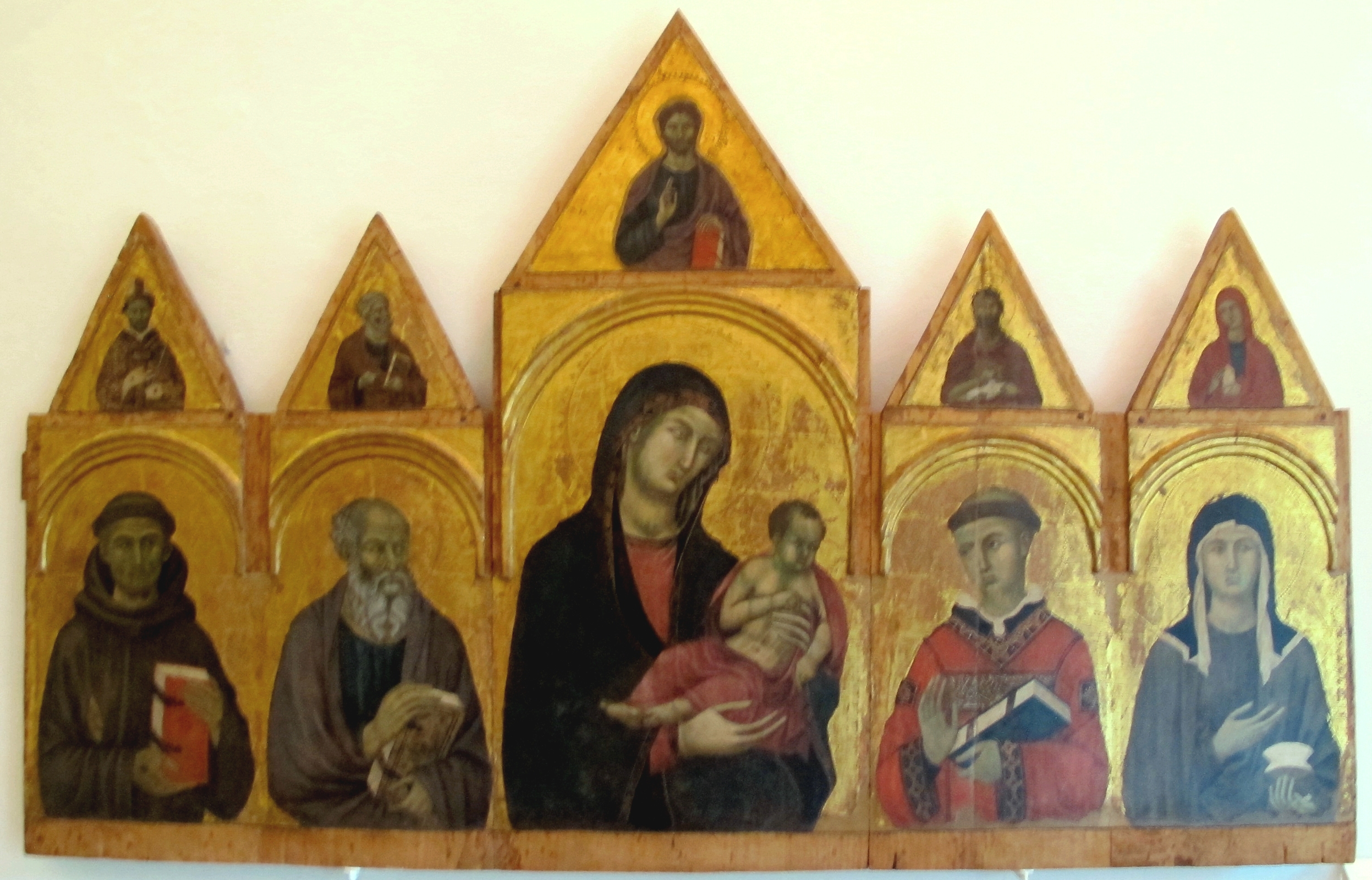
Polyptyque n°33,
Sienne, Pinacothèque nationale

Ce polyptyque comprend une Vierge à l'Enfant entourée de saint François d'Assise, saint Jean l'évangéliste, saint Etienne et de sainte Claire. Son style est très proche de celui de Montespecchio, aussi est-il très vraisemblablement de la même période.

### La Maestà de Città di Castello (vers 1310)
Cette grande Maestà présente une Vierge à l'Enfant, assise sur un trône en bois, entourée de six anges, un dominicain agenouillé à ses pieds. La présence de ce dernier confirme sa réalisation pour la première église dominicaine de Santa Maria della Carità à Città di Castello, avant son déplacement dans la nouvelle église San Domenico au XVe siècle.
En décembre 1302, la commune de Sienne paya 48 livres à Duccio pour sa Maestà destinée à la Chapelle des Neuf 
du Palazzo Pubblico de Sienne,. Cette œuvre, malheureusement disparue, fut à l'époque très célèbre, notamment sa prédelle qui servit de modèle à bon nombre d'œuvres ultérieures.  
Les historiens d'art (Brandi, Stubblebine, Bellosi) pensent aujourd'hui que la Maestà éponyme de Città di Castello, la Maestà de Segna di Bonaventura à la collégiale de Castiglion Fiorentino, ou la petite Maestà éponyme du Maître de Monte Oliveto sont fortement inspirées par l'original ducciesque. Toutes ces œuvres, en effet, partagent de nombreuses similitudes : l'aspect vertical de la composition, la disposition des six anges, la facture byzantine (les chrysographies du manteau de la Vierge par exemple), et même quelques particularités iconographiques comme les anges aux bras croisés ou le bras droit replié de l'Enfant.
La version du Maître de Città di Castello se démarque cependant par sa gravité solennelle, son recueillement dus en grande partie à « la variété et la subtilité de sa tessiture chromatique, basée principalement sur des teintes sombres ».

### Le polyptyque dispersé entre Copenhague, La Spezia, New Haven et Cracovie

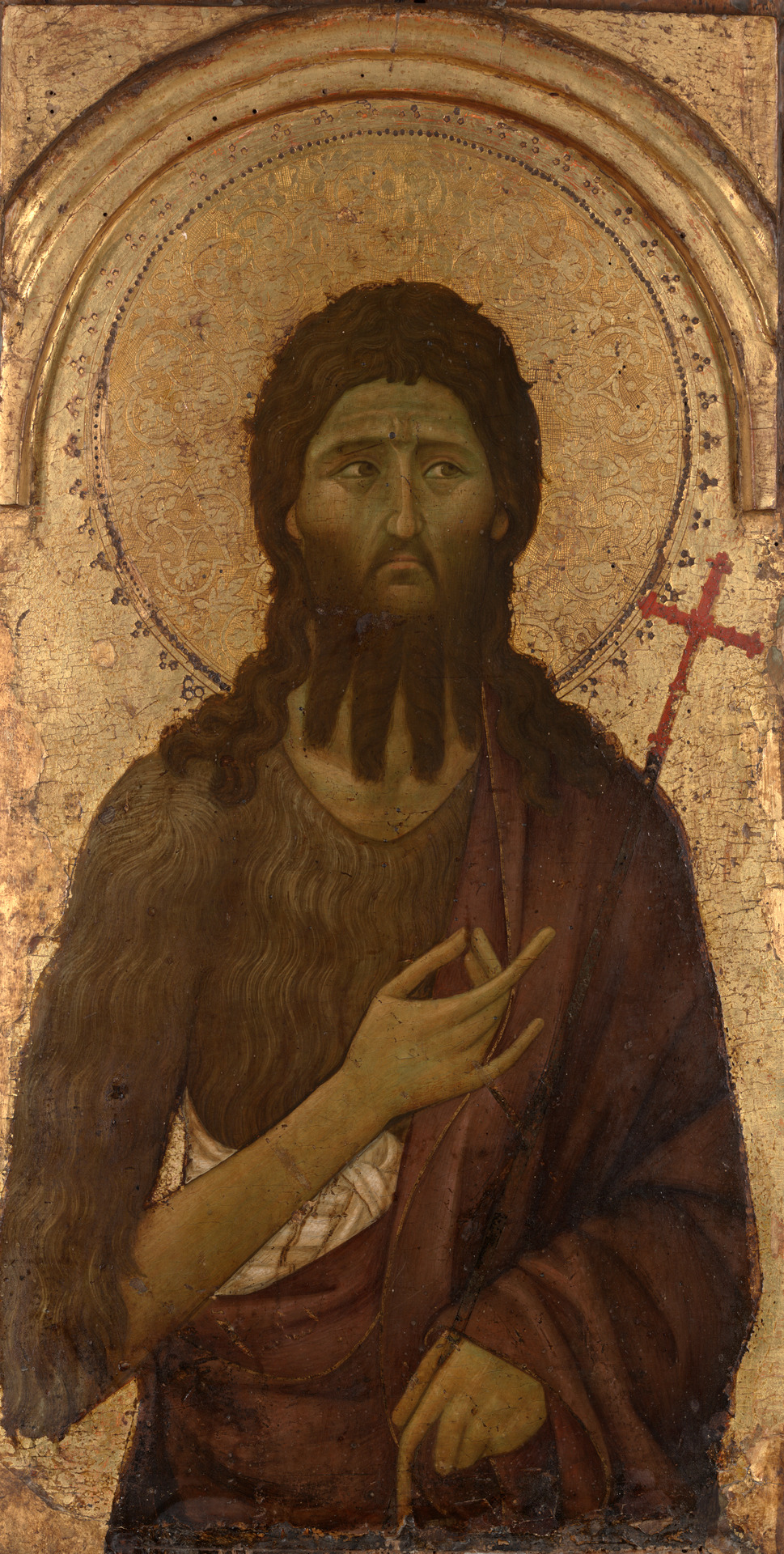
saint Jean Baptiste, New Haven, Yale University Art Gallery
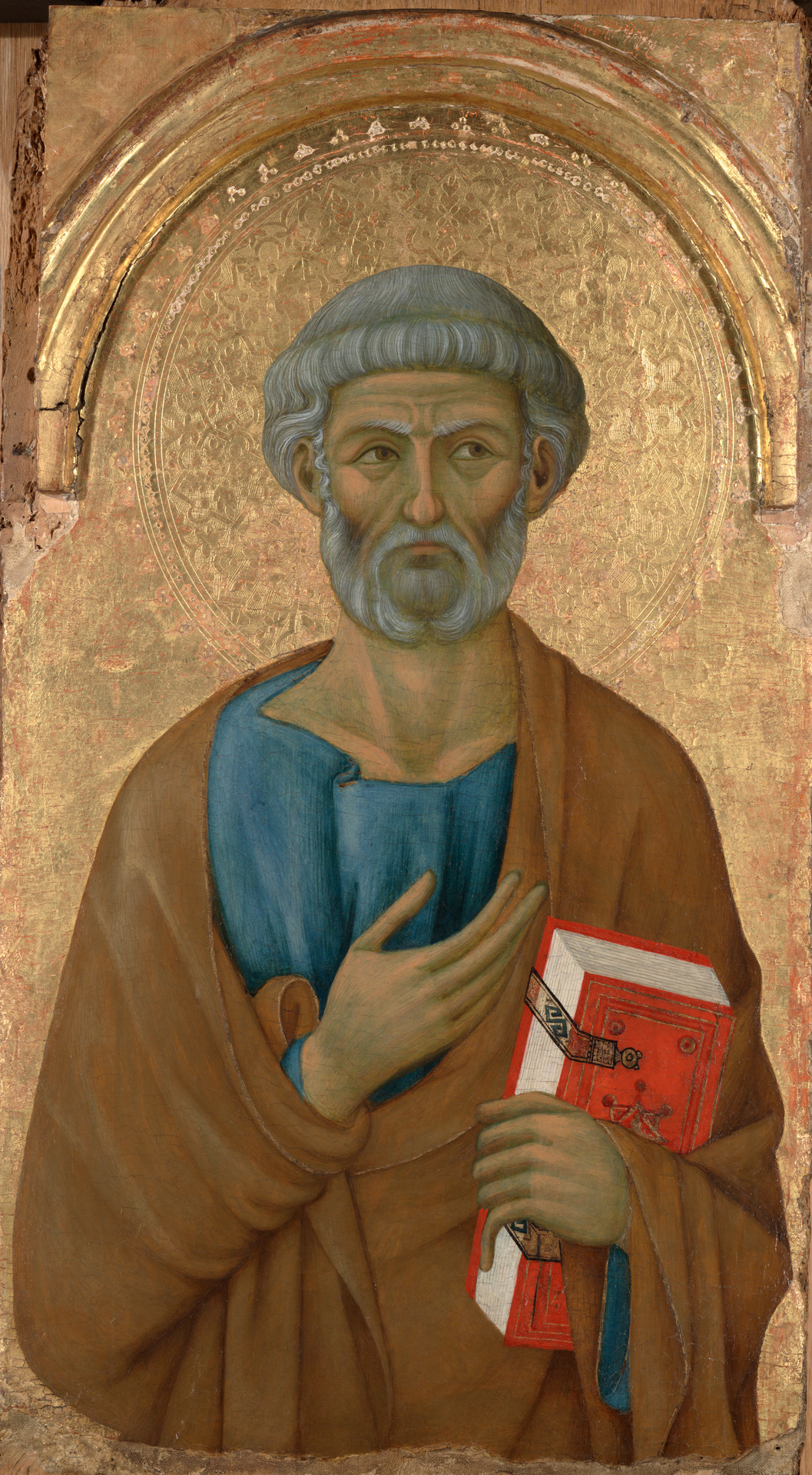
saint Pierre, New Haven, Yale University Art Gallery
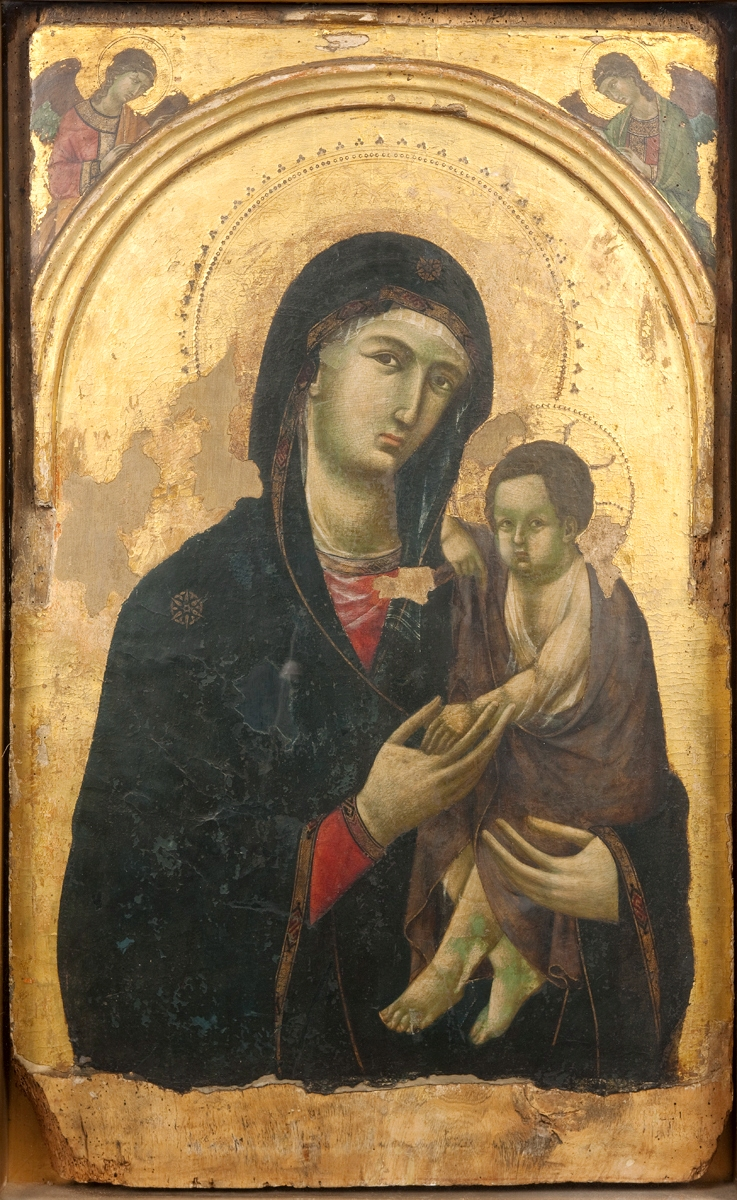
Vierge à l'Enfant, Copenhague, Statens Museum for Kunst

Ce polyptyque comportait à l'origine cinq panneaux: une Vierge à l'Enfant (aujourd'hui à Copenhague), entourée de quatre saints (saint Jean Baptiste (New Haven), saint Pierre (id.), saint Antoine de Padoue (La Spezia) et saint François (Cracovie), disposés vraisemblablement de manière très similaire aux polyptyques de Montespecchio et n°33 de Sienne.   
Ce polyptyque diffère cependant des deux précédents, car on y perçoit déjà l'influence du gothique élégant de Simone Martini (formes élancées, pose relâchée, eurythmie de l'enfant...). Il appartient donc à un stade plus avancé.

### La CrucifixionCrawford et Balcarresde Manchester

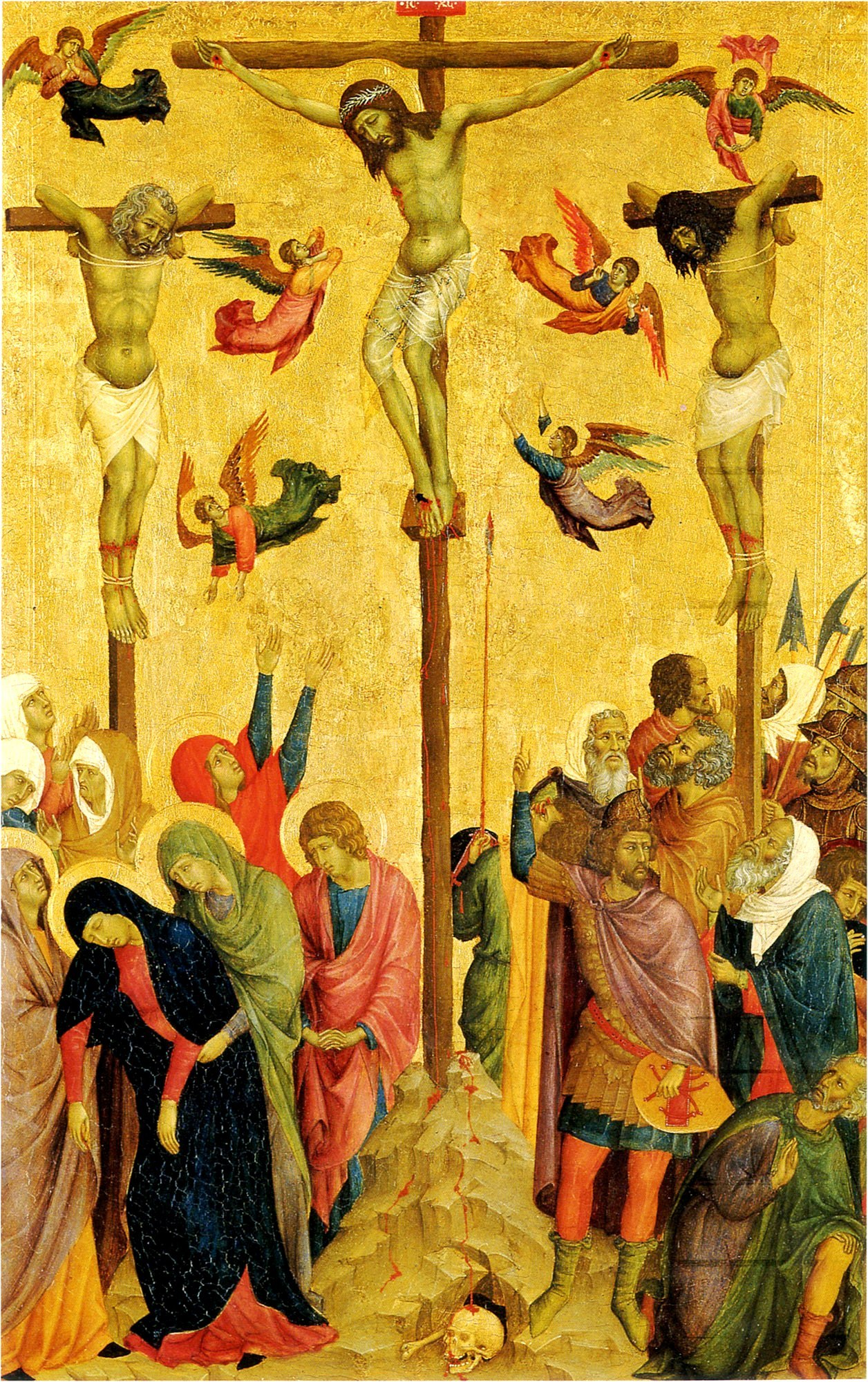
Maître de Città di Castello, la "Crucifixion Crawford et Balcarres, Manchester, City Art Gallery

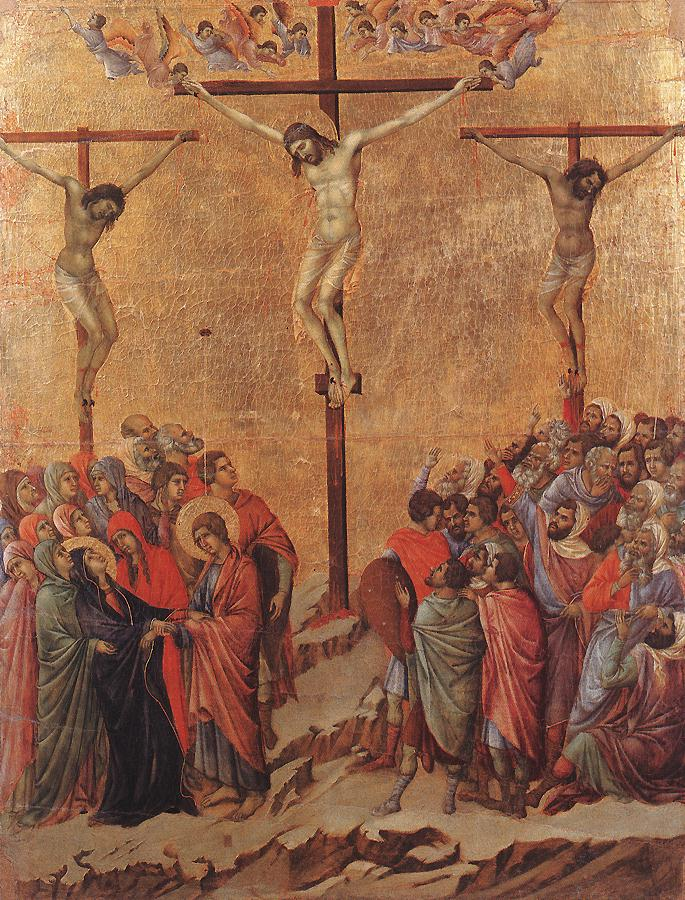
Duccio, la Crucifixion de la Maestà de 1311

Cette « splendide et fourmillante crucifixion » (Chelazzi Dini), perçue comme une « superbe variante picturale » des sculptures de Nicola Pisano et Giovanni Pisano par White et Bagnoli, a été attribuée à Duccio lui-même par Berenson, à Segna di Bonaventura par Venturi, à Ugolino di Nerio par Stubblebine, avant que Bellosi ne réfute ces attributions, faisant notamment remarquer qu'Ugolino - très strict disciple ducciesque - ne pouvait être l'auteur d'une œuvre aussi expressive et révolutionnaire.
Car le panneau de Mancester innove à plus d'un titre : concernant l'iconographie d'abord, il invente les images de la Vierge évanouie (vraisemblablement inspirée de la chaire de Sienne de Nicola Pisano), du sang sur les mains et les yeux de saint Longin, images qui accentuent encore un peu plus le drame et la violence de la scène, déjà caractérisée par l'ensemble des expressions vives dépeintes sur les visages, ou les gestes exacerbés.
Mais il offre surtout un traitement magistral de l'espace (surtout si on le compare à la Crucifixion de Duccio représentée au dos de la grande Maestà de 1311): la scène est focalisée au plus près des personnages (l'avant plan de Duccio a disparu), qui ne sont plus devant mais autour des croix, et dont la disposition suffit à poser la profondeur : tous ces effets nous invitant, nous impliquant davantage dans la scène. (Sur ce dernier point - la profondeur s'appuyant sur les groupes de personnages, l'œuvre est peut-être à mettre en relation avec la Maestà de Simone Martini).
Il faut aussi noter la remarquable dynamique narrative, s'appuyant entre autres sur les regards, les mains dirigées vers le haut (point commun avec le triptyque d'Oxford), le contraste entre les verticales statiques des croix et le vol des anges...
Enfin sa maîtrise chromatique, son élégance, sa délicatesse (par exemple la transparence du perizonium - le vêtement du Christ) confirment cette œuvre comme aboutissement magistral et subtil d'un grand artiste siennois.

## Liste des œuvres attribuées
Pour chaque œuvre, l'auteur (l'ouvrage plus exactement) à l'origine de l'attribution est signifié en fin de ligne.
1290 - 1310
- Vierge à l’Enfant à la grenade, 90 × 60 cm, (coll. privée) - cf. [FREULER 2001], p. 28, figure 1, 30
- Triptyque, or et tempera sur bois, 37 × 50,5 cm, Oxford, Christ Church Picture Gallery (inv. 70) - cf. [GARRISON 1946]
- Crucifix, or et tempera sur bois, 215 × 166,5 cm, Montecerboli (Pomarance), Chiesa della Madonna delle Grazie - cf. [FERRETTI 1971]
- Vierge à l’Enfant, or et tempera sur bois, 73,7 × 47,7 cm, Détroit, Institute of Arts (inv. 24.96) - cf. [BERENSON 1932]
- polyptyque dispersé, comprenant selon Casu - cf. [CASU 2011], p. 102-105 :
  - Vierge à l’Enfant bénissant, or et tempera sur bois, 63,5 × 41,5 cm, (coll. privée) - cf. [FREULER 2001], p. 28, figure 10
  - saint évêque, or et tempera sur bois, 49,5 × 33,6 cm, (collection Pittas) - cf. [CASU 2011], p. 102-105
  - saint apôtre (Barthélemy?), or et tempera sur bois, 49,5 × 33,6 cm, (collection Pittas) - cf. [CASU 2011], p. 102-105
- Polyptyque de Montespecchio (vers 1307), or et tempera sur bois, 118 × 205 cm, Sienne, Pinacoteca Nazionale - cf. [MASON PERKINS 1908] et [DE NICOLA 1912]
- Grand Polyptyque, or et tempera sur bois, 116 × 184 cm, Sienne, Pinacoteca Nazionale, (inv. n°33) - cf. [MASON PERKINS 1908]
- Maestà entourée de six anges éponyme (vers 1310), or et tempera sur bois, 276 × 167 cm, Città di Castello, Pinacoteca Comunale - cf. [MASON PERKINS 1908]

1310 - 1320
- Crucifixion, or et tempera sur bois, 59,7 × 38 cm, Manchester, City Art Gallery (inv. 1984.53) - cf. [BELLOSI 1983], p. 31
- saint Jean l’Evangeliste, Asciano (Sienne), castello di Gallico, collection Salini
- polyptyque dispersé (vers 1320), pour sa reconstitution : cf. [FEHM 1967] et [BAGNOLI 2003.4]
  - Vierge à l’Enfant, or et tempera sur bois, 88,3 × 60,9 cm, Copenhague, Statens Museum for Kunst (inv. DEP3) - cf. [KROHN 1910]
  - saint Jean Baptiste, or et tempera sur bois, 72,7 × 35,2 cm, New Haven, Yale University Art Gallery (inv. 1943.242) - cf. [OFFNER 1926]
  - saint Pierre, or et tempera sur bois, 71,8 × 35,9 cm, New Haven, Yale University Art Gallery (inv. 1943.243) - cf. [OFFNER 1926]
  - saint Antoine de Padoue, or et tempera sur bois, 61 × 33 cm, La Spezia, Museo Civico Amedeo Lia (inv. 150) - cf. [ZERI 1976]
  - saint François, or et tempera sur bois, 68 × 35 cm, Cracovie, Château de Wavel (inv. 7901) - cf. [VERTOVA 1967]

autres attributions
- Diptyque d'Utrecht - cf. [BERENSON 1932], p. 344
  - Crucifixion, or et tempera sur bois, 29 × 22 cm, Utrecht, Rijksmuseum Het Catharijne Convent (inv.2)
  - Maestà avec six anges, or et tempera sur bois, 29 × 20 cm, Utrecht, Rijksmuseum Het Catharijne Convent (inv.3)
- sainte Lucie (localisation inconnue) - cf. [STUBBLEBINE 1979], figure 192
- saint François (localisation inconnue) - cf. [BOSKOVITS 1982], figure 9
- saint évêque, 73 × 49 cm, (localisation inconnue) - cf. [BOSKOVITS 1982], figure 10